# Röthenhofer Bach
Der Röthenhofer Bach ist ein linker Zufluss des Kleinen Brombachsees bei Absberg im mittelfränkischen Landkreis Weißenburg-Gunzenhausen. Vor der Anlegung des Brombachsees mündete der Bach unweit der Scheermühle und nahe dem heutigen Naturschutzgebiet Halbinsel im Kleinen Brombachsee in den Brombach, einem Zufluss der Schwäbischen Rezat.

## Verlauf
Der Röthenhofer Bach entspringt auf einer Höhe von 440 m ü. NN auf dem Gebiet der Gemeinde Haundorf zwischen von Gräfensteinberg im Westen und Geiselsberg im Osten nahe der Europäischen Hauptwasserscheide. Er fließt in südöstliche Richtung entlang des Randes des Gräfensteinberger Waldes am Südrand des Spalter Hügellandes. Das Gewässer speist mehrere Weiher, darunter den Sandweiher. Der Bach fließt südlich am namensgebenden Ort Röthenhof vorbei und mündet anschließend bei Müssighof auf einer Höhe von 411 m ü. NN auf dem Gebiet der Gemeinde Absberg unweit der Kreisstraße WUG 1 in den Kleinen Brombachsee.